# Kläckeberga församling
Kläckeberga församling var en församling inom Norra Möre kontrakt i Växjö stift inom Svenska kyrkan, i Kalmar kommun. Församlingen uppgick 1998 i Förlösa-Kläckeberga församling.
Församlingskyrka var Kläckeberga kyrka.

## Administrativ historik
Församlingen har medeltida ursprung med en kyrka från 1200-talet.
En mindre del av församlingen utbröts 1795 till Kristvalla församling. Församlingen utgjorde ett eget pastorat till 1570, bildade då ett med Dörby församling och blev återigen ett eget pastorat 1581 men återgick 1607 återigen till ett gemensamt med Dörby församling, från 1962 också inkluderande Hossmo församling. 1977 bildade församlingen ett pastorat med Förlösa församling. 1 januari 1998 uppgick församlingen i Förlösa-Kläckeberga församling.
Församlingskod var 088002.

## Klockare och organister
| Ämbetstid | Namn            | Levnadstid | Övrigt   |
| --------- | --------------- | ---------- | -------- |
| 1727-1736 | Israel Nilsson  |            | Klockare |
| 1738-1753 | Peter Ekelund   |            | Klockare |
| 1778-1785 | Pehr Hultström  |            | Klockare |
| 1787-1821 | Johan Lindblom  | 1757-1829  | Klockare |
| 1826-1835 | Olof Olsson     | 1797-1855  | Klockare |
| 1835-1841 | Jonas Bergström | 1812-      | Klockare |
| 1841-1862 | Johan Högstedt  | 1812-      | Kantor   |